# 密纹小囊蛤
密纹小囊蛤（学名：Saccella gordonis）是弯锦蛤目弯锦蛤科小囊蛤属的一种。

## 分佈
本物種分佈於黃海南部及東中國海北部周邊的中国大陆和韩国沿岸，常棲息於水深62-82公尺左右、含砂量較高的沉積物中。也見於越南。

## 外部連結
- 密纹小囊蛤的图片 （页面存档备份，存于）